# DDR-Badmintonmeisterschaft/Herrendoppel
Die DDR-Meisterschaften im Badminton wurden von 1960 bis 1990 ausgetragen. Folgend die Medaillengewinner im Herrendoppel.

## Medaillengewinner im Herrendoppel
| Saison      | Erster                                                                        | Zweiter                                                                         | Dritter                                                                     | Dritter                                                                     |
| ----------- | ----------------------------------------------------------------------------- | ------------------------------------------------------------------------------- | --------------------------------------------------------------------------- | --------------------------------------------------------------------------- |
| 1960 / 1961 | Gottfried Seemann / Gerolf Seemann (Aktivist Tröbitz)                         | Hans Abraham / Klaus Adam (EBT Berlin)                                          | Helmut Standfuß / Günther Beier (Post Berlin)                               | -                                                                           |
| 1961 / 1962 | Uwe Trettin / Hartmut Münch (Post Berlin)                                     | Hans Abraham / Klaus Adam (EBT Berlin)                                          | Gottfried Seemann / Gerolf Seemann (Aktivist Tröbitz)                       | -                                                                           |
| 1962 / 1963 | Gottfried Seemann / Erich Wilde (Aktivist Tröbitz)                            | Klaus Basdorf / Hartmut Münch (Post Berlin)                                     | Hans Abraham / Klaus Adam (EBT Berlin)                                      | -                                                                           |
| 1963 / 1964 | Gottfried Seemann / Erich Wilde (Aktivist Tröbitz)                            | Hartmut Münch / Klaus Basdorf (Post Berlin)                                     | Hans Abraham / Udo Berger (EBT Berlin)                                      | -                                                                           |
| 1964 / 1965 | Gottfried Seemann / Erich Wilde (Aktivist Tröbitz)                            | Klaus Katzor / Gerd Migdal (Aktivist Tröbitz / EBT Berlin)                      | Klaus Basdorf / Joachim Schimpke (Post Berlin / Motor IFA Karl-Marx-Stadt)  | -                                                                           |
| 1965 / 1966 | Gottfried Seemann / Erich Wilde (Aktivist Tröbitz)                            | Klaus Katzor / Joachim Schimpke (Aktivist Tröbitz)                              | Norbert Skonetzki / Volker Herbst (HSG DHfK Leipzig)                        | -                                                                           |
| 1966 / 1967 | Gottfried Seemann / Erich Wilde (Aktivist Tröbitz)                            | Klaus Katzor / Joachim Schimpke (Aktivist Tröbitz)                              | Bernd Taubert / Klaus Engelmann (Motor Zittau)                              | Gerd Pigola / Volker Herbst (HSG DHfK Leipzig)                              |
| 1967 / 1968 | Klaus Katzor / Joachim Schimpke (Aktivist Tröbitz)                            | Gerd Pigola / Volker Herbst (HSG DHfK Leipzig)                                  | Alfred Petschik / Peter Theim (Einheit Gotha)                               | Frank Geißler / Bernd Hachmeister (HSG DHfK Leipzig)                        |
| 1968 / 1969 | Erfried Michalowsky / Edgar Michalowski (Einheit Greifswald)                  | Klaus Katzor / Joachim Schimpke (Aktivist Tröbitz)                              | Gerd Migdal / Lothar Diehr (EBT Berlin)                                     | Volker Herbst / Gerd Pigola (HSG DHfK Leipzig)                              |
| 1969 / 1970 | Klaus Katzor / Roland Riese (Aktivist Tröbitz)                                | Erfried Michalowsky / Edgar Michalowski (Einheit Greifswald)                    | Claus Kattner / Klaus Renner (SG Gittersee)                                 | Gerd Pigola / Volker Herbst (HSG DHfK Leipzig)                              |
| 1970 / 1971 | Klaus Katzor / Roland Riese (Aktivist Tröbitz)                                | Erfried Michalowsky / Edgar Michalowski (Einheit Greifswald)                    | Wolfgang Bartz / Hans Abraham (EBT Berlin)                                  | Volker Herbst / Gerd Pigola (HSG DHfK Leipzig)                              |
| 1971 / 1972 | Erfried Michalowsky / Edgar Michalowski (Einheit Greifswald)                  | Joachim Schimpke / Roland Riese (Fortschritt Tröbitz)                           | Wolfgang Bartz / Lothar Diehr (EBT Berlin)                                  | Volker Herbst / Gerd Pigola (HSG DHfK Leipzig)                              |
| 1972 / 1973 | Klaus Müller / Edgar Michalowski (Einheit Greifswald)                         | Volker Herbst / Gerd Pigola (HSG DHfK Leipzig)                                  | Joachim Schimpke / Roland Riese (Fortschritt Tröbitz)                       | Wolfgang Bartz / Lothar Diehr (EBT Berlin)                                  |
| 1973 / 1974 | Joachim Schimpke / Wolfgang Böttcher (Fortschritt Tröbitz / HSG DHfK Leipzig) | Edgar Michalowski / Klaus Müller (Einheit Greifswald)                           | Hubert Wagner / Erfried Michalowsky (Einheit Greifswald)                    | Volker Herbst / Gerd Pigola (HSG DHfK Leipzig)                              |
| 1974 / 1975 | Erfried Michalowsky / Edgar Michalowski (Einheit Greifswald)                  | Joachim Schimpke / Wolfgang Böttcher (Fortschritt Tröbitz / HSG DHfK Leipzig)   | Klaus Skobowsky / Roland Riese (Fortschritt Tröbitz)                        | Bernd Lawrenz / Klaus Illgen (Fortschritt Hohenstein-Ernstthal)             |
| 1975 / 1976 | Erfried Michalowsky / Edgar Michalowski (Einheit Greifswald)                  | Jürgen Richter / Gerd Pigola (HSG DHfK Leipzig)                                 | Matthias Röder / Volker Herbst (HSG DHfK Leipzig)                           | Frank Mothes / Wolfgang Pasler (Aktivist Niederwürschnitz)                  |
| 1976 / 1977 | Erfried Michalowsky / Edgar Michalowski (Einheit Greifswald)                  | Joachim Schimpke / Roland Riese (Fortschritt Tröbitz)                           | Volker Herbst / Gerd Pigola (HSG DHfK Leipzig)                              | Jürgen Brösel / Michael Franz (Einheit Greifswald)                          |
| 1977 / 1978 | Erfried Michalowsky / Edgar Michalowski (Einheit Greifswald)                  | Michael Franz / Uwe Kämmer (Einheit Greifswald)                                 | Joachim Schimpke / Roland Riese (Fortschritt Tröbitz)                       | Jürgen Richter / Gerd Pigola (HSG DHfK Leipzig)                             |
| 1978 / 1979 | Erfried Michalowsky / Edgar Michalowski (Einheit Greifswald)                  | Michael Franz / Joachim Schimpke (Einheit Greifswald / Fortschritt Tröbitz)     | Jürgen Richter / Roland Riese (HSG DHfK Leipzig / Fortschritt Tröbitz)      | Matthias Röder / Gerd Pigola (HSG DHfK Leipzig)                             |
| 1979 / 1980 | Erfried Michalowsky / Edgar Michalowski (Einheit Greifswald)                  | Michael Franz / Thomas Mundt (Einheit Greifswald)                               | Steffen Körbitz / Andreas Benz (HSG Lok HfV Dresden)                        | Frank-Thomas Seyfarth / Klaus Skobowsky (Fortschritt Tröbitz)               |
| 1980 / 1981 | Erfried Michalowsky / Edgar Michalowski (Einheit Greifswald)                  | Michael Franz / Thomas Mundt (Einheit Greifswald)                               | Manfred Blauhut / Jens Scheithauer (HSG DHfK Leipzig)                       | Uwe Kämmer / Norbert Michalowsky (Einheit Greifswald)                       |
| 1981 / 1982 | Erfried Michalowsky / Edgar Michalowski (Einheit Greifswald)                  | Thomas Mundt / Frank-Thomas Seyfarth (Einheit Greifswald / Fortschritt Tröbitz) | Fred Fiebig / Wolfgang Pasler (Lok Blankenburg / Aktivist Niederwürschnitz) | Manfred Blauhut / Jens Scheithauer (HSG DHfK Leipzig)                       |
| 1982 / 1983 | Erfried Michalowsky / Edgar Michalowski (Einheit Greifswald)                  | Jens Scheithauer / Frank-Thomas Seyfarth (Fortschritt Tröbitz)                  | Norbert Michalowsky / Thomas Mundt (Einheit Greifswald)                     | Joachim Völker / Claus Cassens (HSG Lok HfV Dresden)                        |
| 1983 / 1984 | Frank-Thomas Seyfarth / Jens Scheithauer (Fortschritt Tröbitz)                | Joachim Schimpke / Thomas Mundt (Fortschritt Tröbitz / Einheit Greifswald)      | Erfried Michalowsky / Edgar Michalowski (Einheit Greifswald)                | Dirk Hickl / Kai Abraham (EBT Berlin)                                       |
| 1984 / 1985 | Erfried Michalowsky / Edgar Michalowski (Einheit Greifswald)                  | Joachim Schimpke / Thomas Mundt (Fortschritt Tröbitz / Einheit Greifswald)      | Frank-Thomas Seyfarth / Jens Scheithauer (Fortschritt Tröbitz)              | Steffen Körbitz / Andreas Benz (HSG Lok HfV Dresden)                        |
| 1985 / 1986 | Erfried Michalowsky / Edgar Michalowski (Einheit Greifswald)                  | Joachim Schimpke / Thomas Mundt (Fortschritt Tröbitz / Einheit Greifswald)      | Frank-Thomas Seyfarth / Jens Scheithauer (Fortschritt Tröbitz)              | Dirk Hickl / Kai Abraham (EBT Berlin)                                       |
| 1986 / 1987 | Thomas Mundt / Kai Abraham (Einheit Greifswald / EBT Berlin)                  | Erfried Michalowsky / Edgar Michalowski (Einheit Greifswald)                    | Dirk Hickl / Joachim Schimpke (EBT Berlin / Einheit Greifswald)             | Frank-Thomas Seyfarth / Holger Wippich (Fortschritt Tröbitz / Robur Zittau) |
| 1987 / 1988 | Erfried Michalowsky / Edgar Michalowski (Einheit Greifswald)                  | Dirk Hickl / Kai Abraham (EBT Berlin)                                           | Joachim Schimpke / Thomas Mundt (Einheit Greifswald)                        | Frank-Thomas Seyfarth / Holger Wippich (Lok Gera / Robur Zittau)            |
| 1988 / 1989 | Thomas Mundt / André Wiechmann (Einheit Greifswald)                           | Erfried Michalowsky / Edgar Michalowski (Einheit Greifswald)                    | Andreas Benz / Joachim Schimpke (HSG Lok HfV Dresden / Einheit Greifswald)  | Dirk Hickl / Kai Abraham (EBT Berlin)                                       |
| 1989 / 1990 | Thomas Mundt / André Wiechmann (Einheit Greifswald)                           | Erfried Michalowsky / Edgar Michalowski (Einheit Greifswald)                    | Dirk Hickl / Kai Abraham (EBT Berlin)                                       | Joachim Völker / Andreas Benz (HSG Lok HfV Dresden)                         |